# برننو (لهستان)
برننو (به لهستانی:  Brenno) یک روستا در لهستان است که در گمینا وییوو واقع شده‌است. برننو ۱٬۲۰۰ نفر جمعیت دارد.